# Agnieszkowo (województwo kujawsko-pomorskie)
Agnieszkowo – wieś w Polsce położona w województwie kujawsko-pomorskim, w powiecie włocławskim, w gminie Lubraniec.
W latach 1975–1998 miejscowość administracyjnie należała do województwa włocławskiego. Według Narodowego Spisu Powszechnego (III 2011 r.) liczyła 89 mieszkańców. Jest 33. co do wielkości miejscowością gminy Lubraniec.